# Мешхед (аэропорт)
Международный аэропорт Мешхед, именуемый также Аэропорт Шахид Хашеминежад (англ. Shahid Hashemi Nejad Airport), (ИАТА: MHD, ИКАО: OIMM) — аэропорт совместного базирования, расположенный в городе Мешхед (провинция Хорасан-Резави, Иран).

## Общие сведения
По показателю пассажирооборота порт занимает второе место в стране, уступая тегеранскому международному аэропорту Мехрамабад, но опережая другой столичный аэропорт имени Имама Хомейни. В 2010 году услугами международного аэропорта Мешхед воспользовалось 5 983 227 человек, в том же году порт обработал 56 533 тонны грузовых отправлений. По состоянию на июль 2012 года маршрутные сети авиакомпаний, работающих в Мехрамабаде, обслуживают 57 различных направлений по 30 городам внутри страны и 27 аэропортам за её пределами, включая страны Центральной, Восточной Азии и Ближнего Востока.

## Авиапроисшествия и несчастные случаи
- 1 сентября 2006 года. Ту-154М авиакомпании Iran Air Tours, выполнявший рейс из Бендер-Аббаса в Мешхед, при совершении посадки в аэропорту назначения выкатился за пределы взлётно-посадочной полосы и загорелся. Погибли 29 человек из 147 находившихся на борту. Причиной инцидента стало лопнувшее колесо передней стойки шасси.

- 24 июля 2009 года — Самолёт Ил-62 авиакомпании Aria Air, выполнявший регулярный рейс 1525 из тегеранского аэропорта Мехрамабад в Мешхед, совершил посадку в аэропорту назначения с нарушением штатных процедур, выкатился за пределы взлётно-посадочной полосы и врезался в бетонное ограждение. На борту находилось 153 пассажира, погибли трое пассажиров и 13 членов экипажа[8].

- 24 января 2010 года — Экипаж самолёта Ту-154М авиакомпании Tabah Air, следовавшего регулярным рейсом 6437 из Абадана в Исфахан, был вынужден совершить экстренную посадку в Мешхеде для оказания срочной медицинской помощи одному из пассажиров. В процессе грубой посадки лайнер ударил хвостом о взлётно-посадочную полосу и загорелся. На борту находилось 157 пассажиров и 13 членов экипажа, 42 человека получили незначительные травмы[9][10][11].